# François Rioux
Pour les articles homonymes, voir Rioux.
François Rioux est un écrivain québécois, né en 1980, à Trois-Pistoles.

## Biographie
François Rioux habite à Montréal et enseigne la littérature au Collège Montmorency. Ses critiques sont publiées régulièrement dans la revue littéraire Estuaire.
Il obtient, en 2015, le premier Prix des libraires du Québec dans la catégorie « Poésie québécoise », pour Poissons volants.

## Œuvres
- Soleils suspendus, Le Quartanier, 2010, 104 p.
- Poissons volants, Le Quartanier, 2014, 100 p.
- L'empire familier, Le Quartanier, 2017, 112 p.